# BBÖ 378
Die Dampflokomotivreihe BBÖ 378 war eine Tenderlokomotivreihe der Österreichischen Bundesbahn (BBÖ). Bei den ÖBB trug sie die Reihenbezeichnung 93.

## Geschichte
In den 1920er-Jahren machte sich beim Bahnbetrieb die Konkurrenz des Straßenverkehrs bereits bemerkbar. Vor allem der Nebenbahnverkehr bedurfte einer Erhöhung seiner Attraktivität. Die BBÖ beauftragte aus diesem Grund die Lokomotivfabrik Floridsdorf mit dem Entwurf einer Heißdampf-Tenderlokomotive, die gegenüber der Gölsdorfschen Reihe 178 mehr Leistung erbringen sollte und als Ersatz für zahlreiche andere ältere Baureihen vorgesehen war.
Außerdem sollten im Sinne der Vereinheitlichung wesentliche Bauteile mit der gleichzeitig in Entwicklung befindlichen Verschublokomotive Reihe 478 übereinstimmen, die Treibräder wurden z. B. von der bereits bewährten Reihe 178 übernommen.
Die so entstandene Nebenbahnlokomotive erhielt die Achsformel 1'D1' und die Bezeichnung 378. Sie wurde von Bundesbahn-Oberbaurat Alexander Lehner (1886–1954) konzipiert, der damals frisch promovierte Lokomotivkonstrukteur Adolph Giesl-Gieslingen konstruierte das Triebwerk. Offenbar hatte man genug Vertrauen in die durch Übernahme bewährter Baumuster recht risikofreie Konstruktion, denn man begann ohne Bau einer Prototyplokomotive sofort mit der Serienfertigung.
Die Maschinen erhielten gemäß der damaligen BBÖ-Leitlinie für Lokomotiv-Neubauten die Lentz-Ventilsteuerung, Versuche mit anderen Steuerungsarten brachten keine Vorteile. Sie erhielten zunächst (wie die Reihe 178) Vollguss-Scheibenräder. Bei späteren Lieferungen kehrte man wieder zu Stahlgussspeichenrädern an den Laufachsen zurück, bei der letzten Serie auch an den Treibachsen. Die BBÖ nahm bis 1931 insgesamt 167 Stück dieser Lokomotivreihe in Betrieb, die sich im Betrieb sofort bewährte und zu einer maßgeblichen Beschleunigung des Verkehrs auf den Lokalbahnen – besonders solche mit großen Steigungen – beitrug.

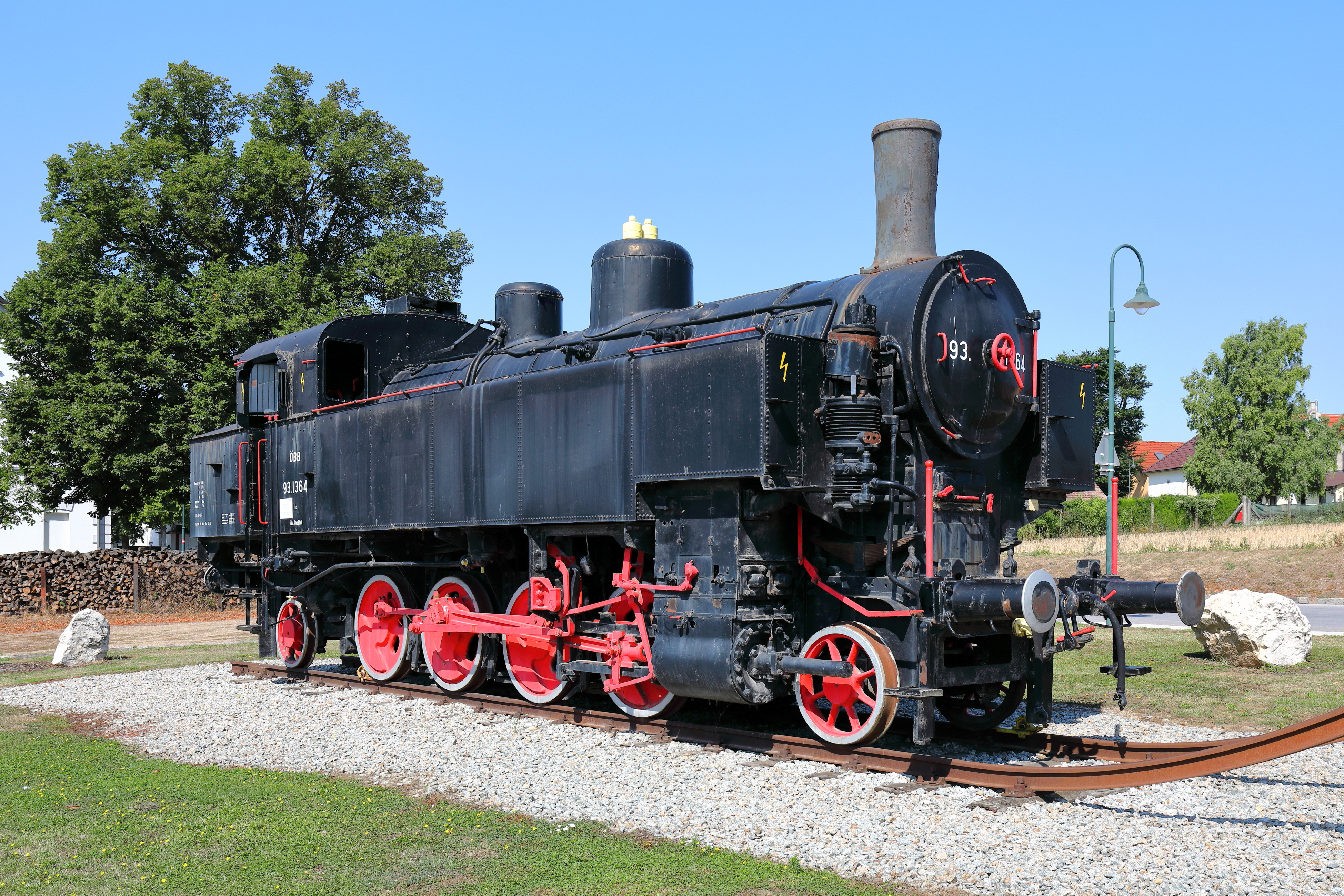
93.1364 als Denkmallok; seit 2010 beim Bahnhof in Ernstbrunn

Ab 1938 reihte die Deutsche Reichsbahn die Lokomotiven dieser Reihe als 93.1301–1467 ein.
1941 bestellte die Slowakische Staatsbahn (SŽ) 25 Stück in leicht veränderter Form bei der Wiener Lokomotivfabrik, die die Bezeichnung 431.0 erhielten. Nach dem Zweiten Weltkrieg verblieben diese Lokomotiven (sowie zwei weitere, zu Kriegsende in Znaim befindliche 378er) bei den ČSD. Aufgrund ihrer Ventilsteuerung trugen sie dort den Spitznamen „Ventilovka“.
1944 beschafften auch die Wiener Lokalbahnen ein Exemplar dieser Reihe mit Stahlfeuerbüchse, das aber für die ihr zugedachten Aufgaben zu stark war, sodass sie 1951 gegen die ÖBB 92.2256 getauscht wurde. Die ÖBB bezeichneten die ehemalige WLB-Maschine zunächst als 93.1468, später aber als 93.1500.

### Nachkriegszeit
Während des Zweiten Weltkrieges gingen elf Stück verloren, und insgesamt 28 Stück kamen (zum Teil als Reparation) zur JDŽ nach Jugoslawien, sodass der ÖBB schließlich 128 Exemplare verblieben. 1958 wurden 72 Exemplare mit Giesl-Ejektor und Siederohrdrosselung – sechs davon außerdem mit Mikrofunkenfänger – ausgestattet, wodurch sich ihre Leistung um etwa 30 % erhöhte. Auch die JDŽ rüstete eine ihrer Maschinen 1960 mit Flachejektor aus.
Die 93er waren im gesamten Nebenstreckennetz der ÖBB im Einsatz und waren über Jahrzehnte die Lokalbahnlokomotive. Sie war die letzte normalspurige Dampflokreihe im Bestand der ÖBB, einige Exemplare blieben über das offizielle Ende der Dampftraktion in Österreich hinaus als „strategische Reserve“ bis 1982 erhalten.

### Verbleib
Folgende Lokomotiven existieren noch:
- 93.1326 (ÖGEG)
- 93.1332 (betriebsfähig, NBiK)
- 93.1335 (Waldviertler Eisenbahnmuseum Sigmundsherberg)
- 93.1360 (betriebsfähig, nun als ČSD „Ventilovka“ 431 032 in Tschechien, ex Eurovapor/Wutachtalbahn)
- 93.1364 (Denkmal am Bahnhof Ernstbrunn)
- 93.1378 (betriebsfähig, Kuckucksbähnel, Neustadt an der Weinstraße als BBÖ 378.78)
- 93.1379 (Denkmal Bahnhof Schwarzach-St. Veit)
- 93.1394 (ÖGEG)
- 93.1403 (Eisenbahnmuseum Strasshof)
- 93.1410 (in Aufarbeitung, Landeseisenbahn Lippe e. V., Extertalbahn)
- 93.1420 (in Aufarbeitung, Verein Neue Landesbahn, Heimatbahnhof Mistelbach/Zaya)
- 93.1421 (betriebsfähig, Waldviertler Eisenbahnmuseum Sigmundsherberg)
- 93.1422 (Denkmallok in Absdorf)
- 93.1434 (Martinsberger Lokalbahnverein, Zwettl, Niederösterreich)
- 93.1455 (ÖGEG)
- JDŽ 53-003 (Denkmal Rogatec)
- JDŽ 53-017 (Denkmal Murska Sobota)
- JDŽ 53-019 (Denkmal Naklo)
- ČSD 431.014 (betriebsfähig, Eisenbahnmuseum Vrútky).

## Galerie

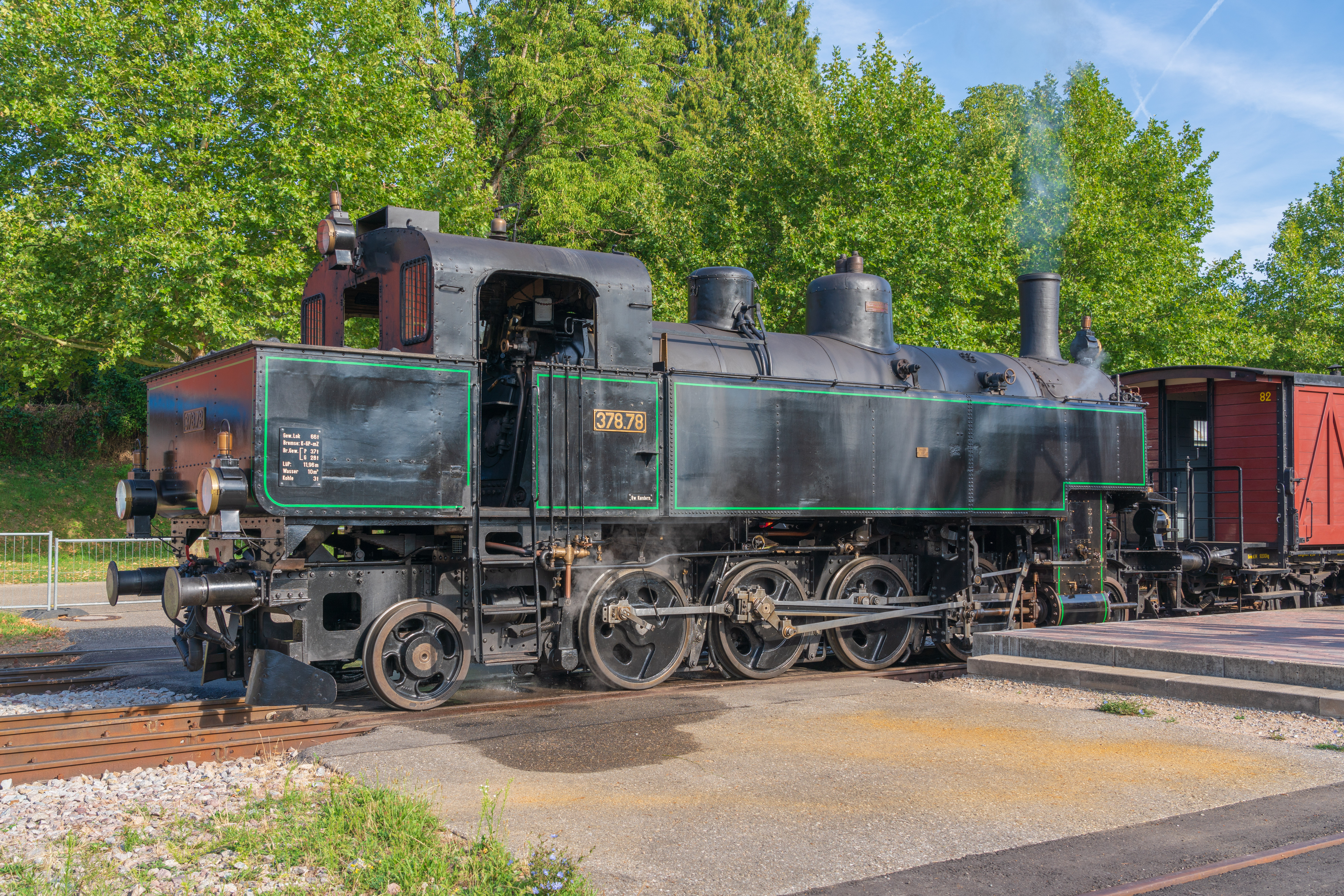
378.78 des Kuckucksbähnel
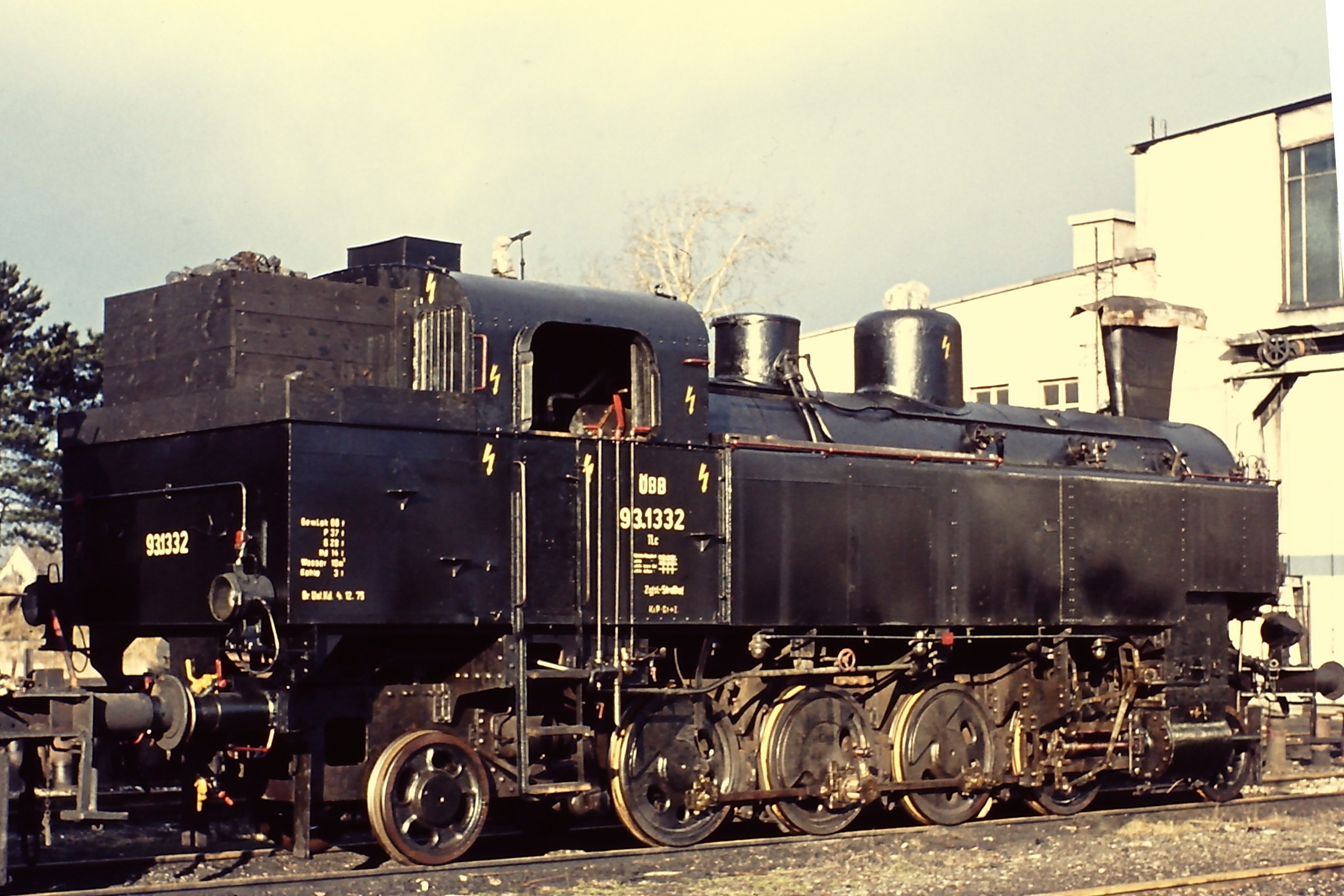
ÖBB 93.1332 mit Giesl-Ejektor, abgestellt in Strasshof
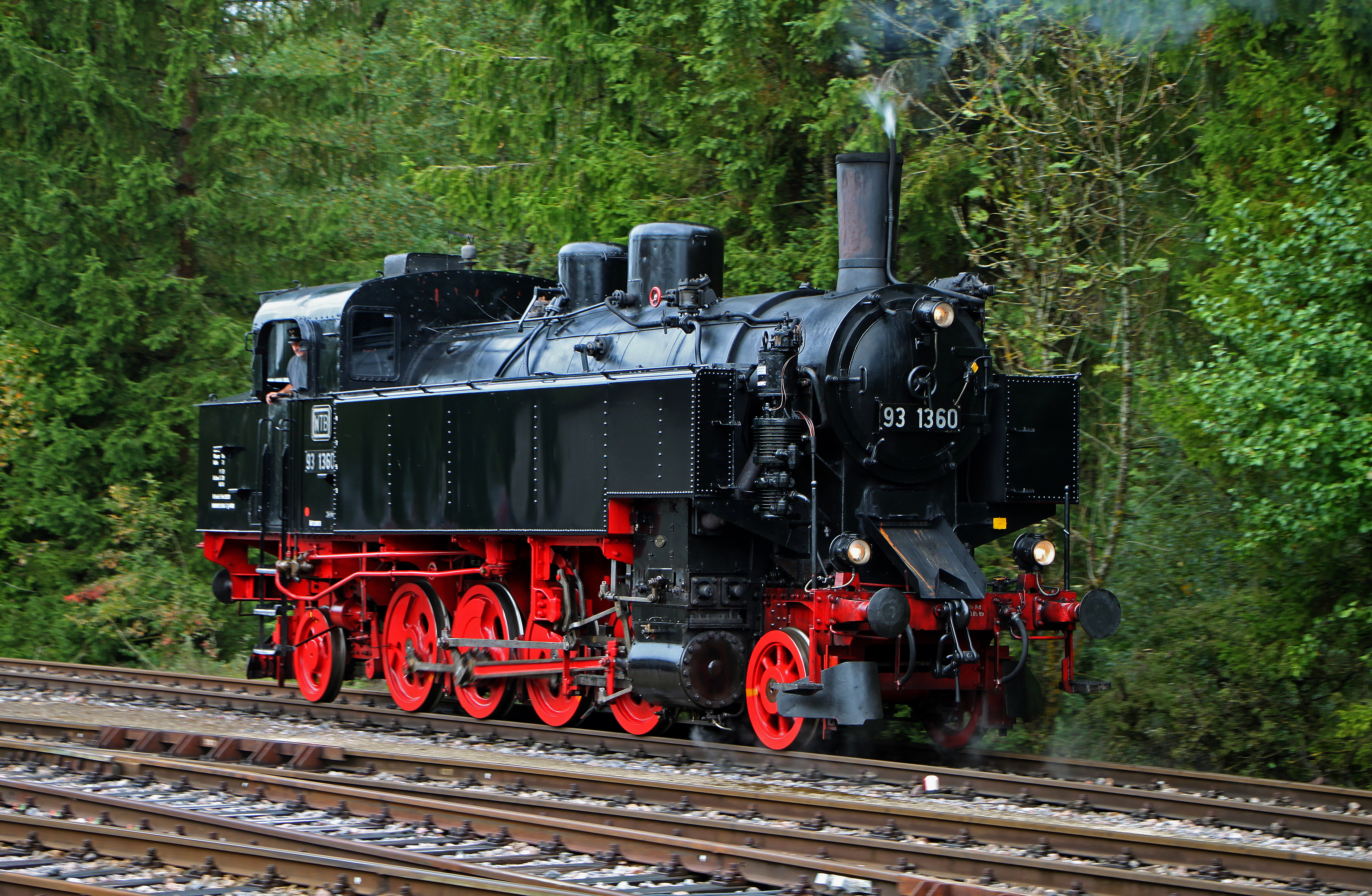
93.1360 bei der Wutachtalbahn im Lackierungsschema der Deutschen Reichsbahn
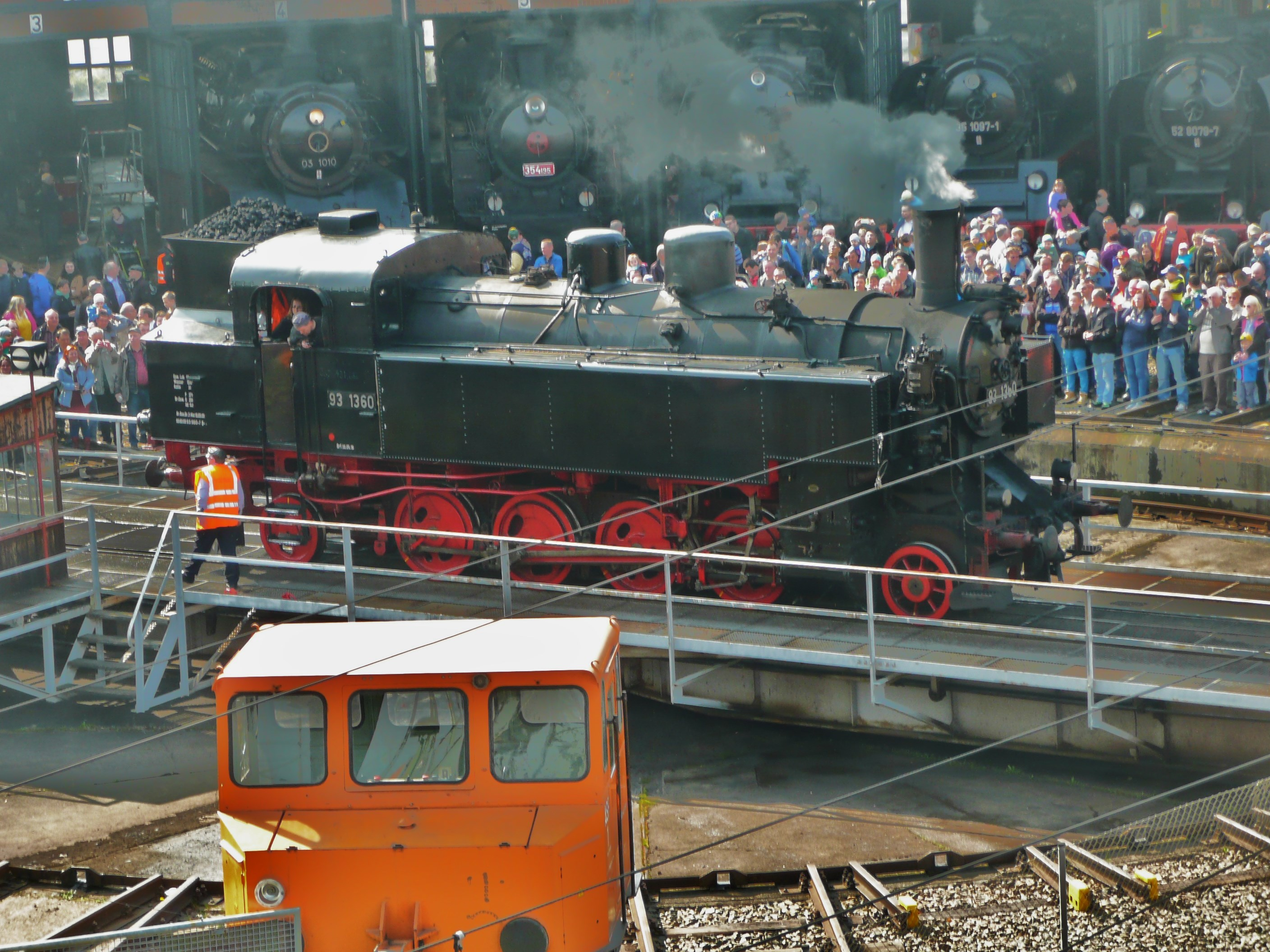
Eurovapor 93.1360 auf der Drehscheibe im Bahnbetriebswerk Dresden-Altstadt
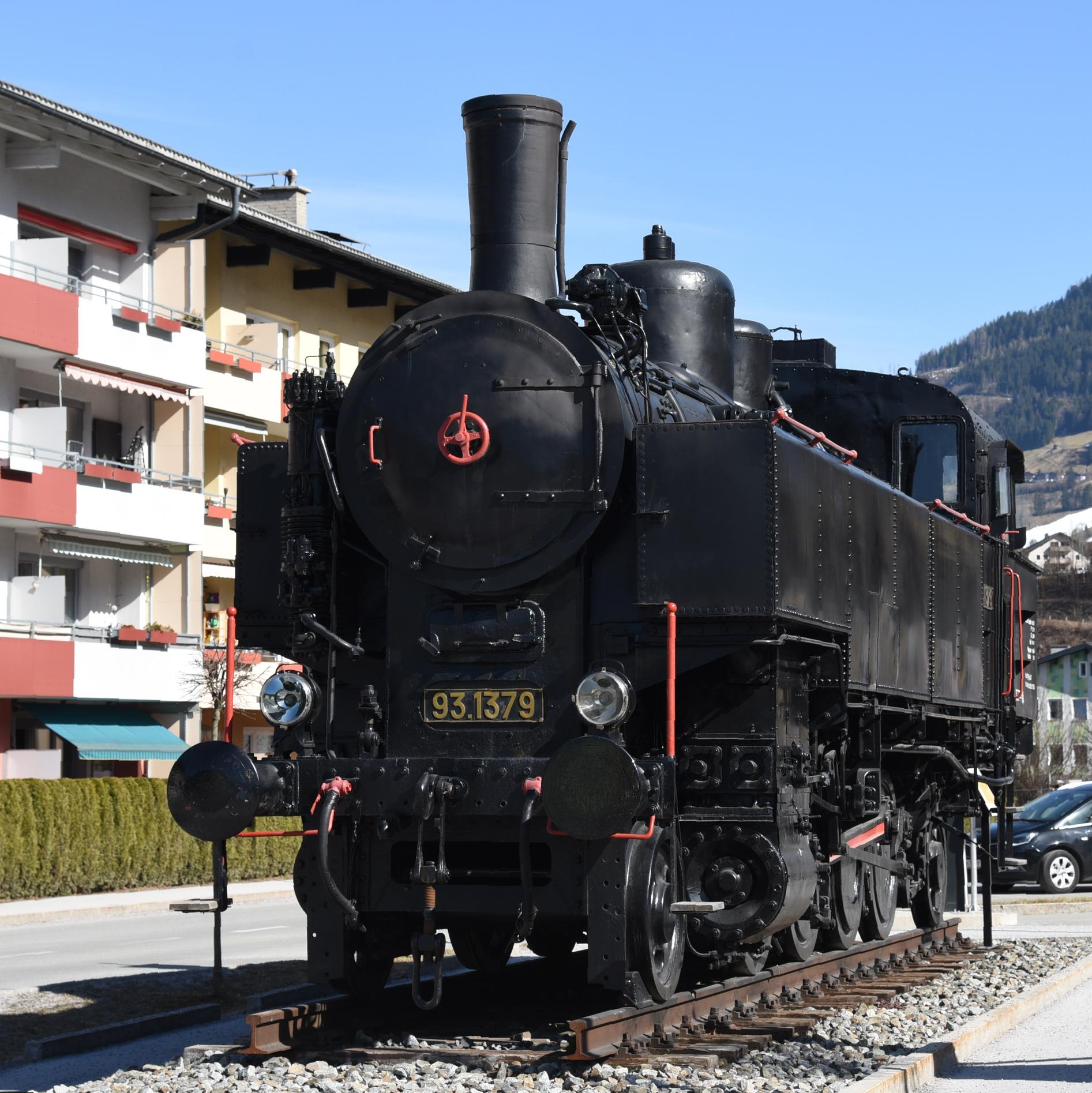
Denkmallok ÖBB 93 1379 am Bahnhof Schwarzach-St. Veit
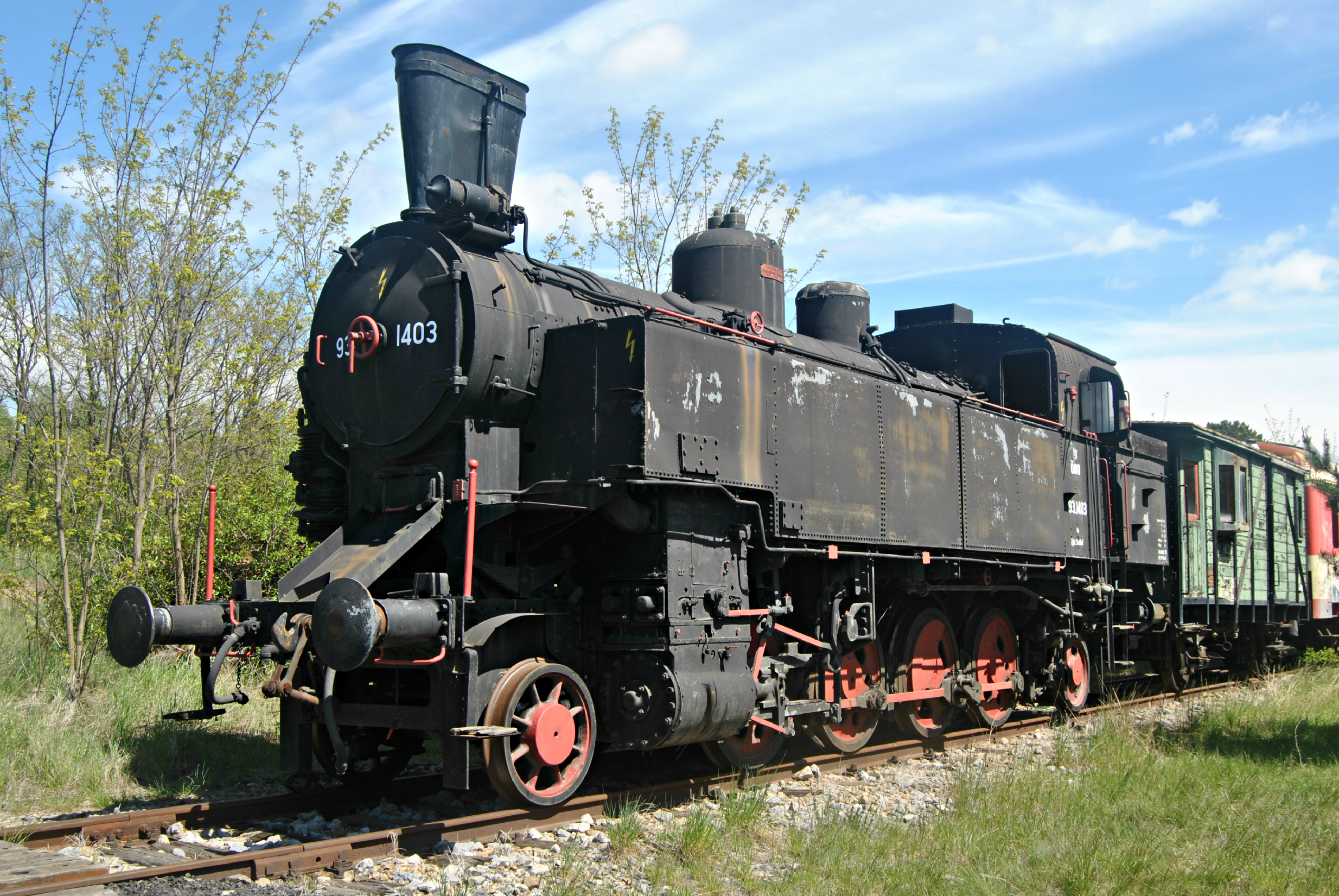
93.1403 mit Giesl-Ejektor im Eisenbahnmuseum Strasshof
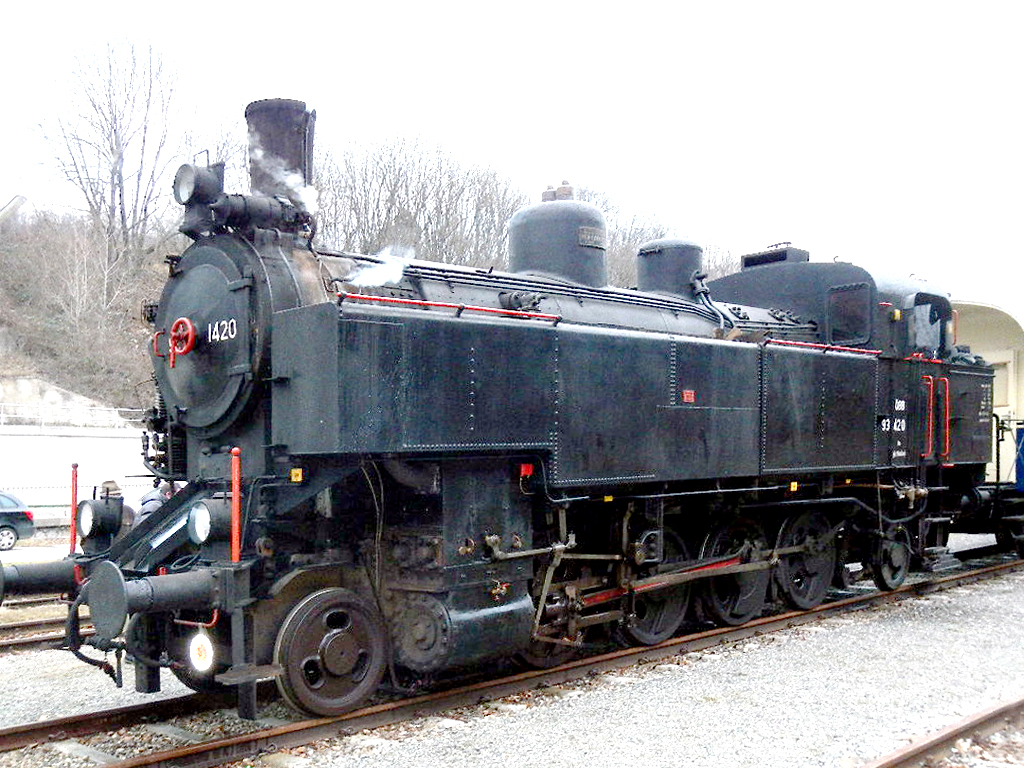
Die 93.1420 des Verein Neue Landesbahn in Mistelbach
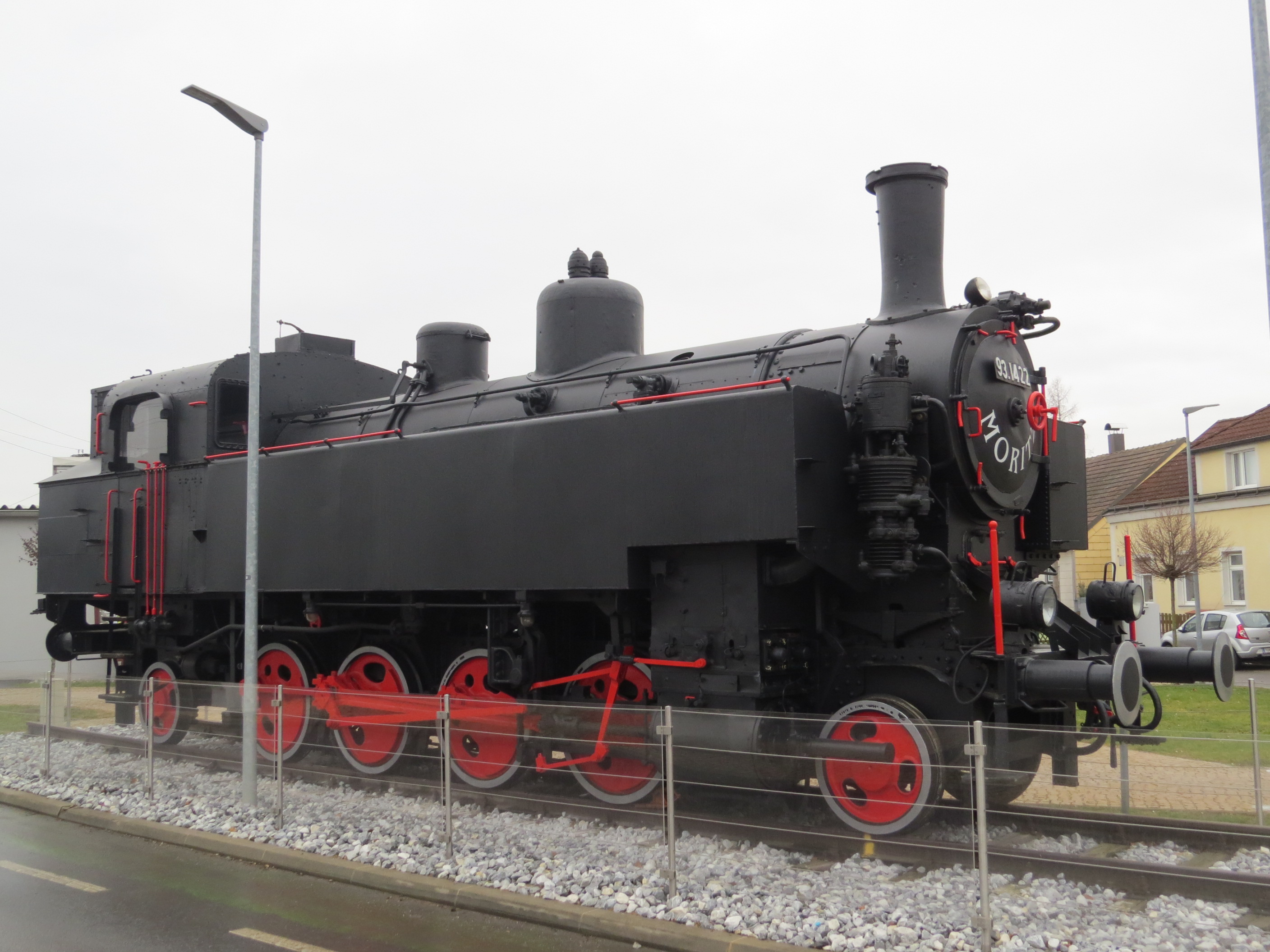
93.1422 als Denkmal in Absdorf-Hippersdorf
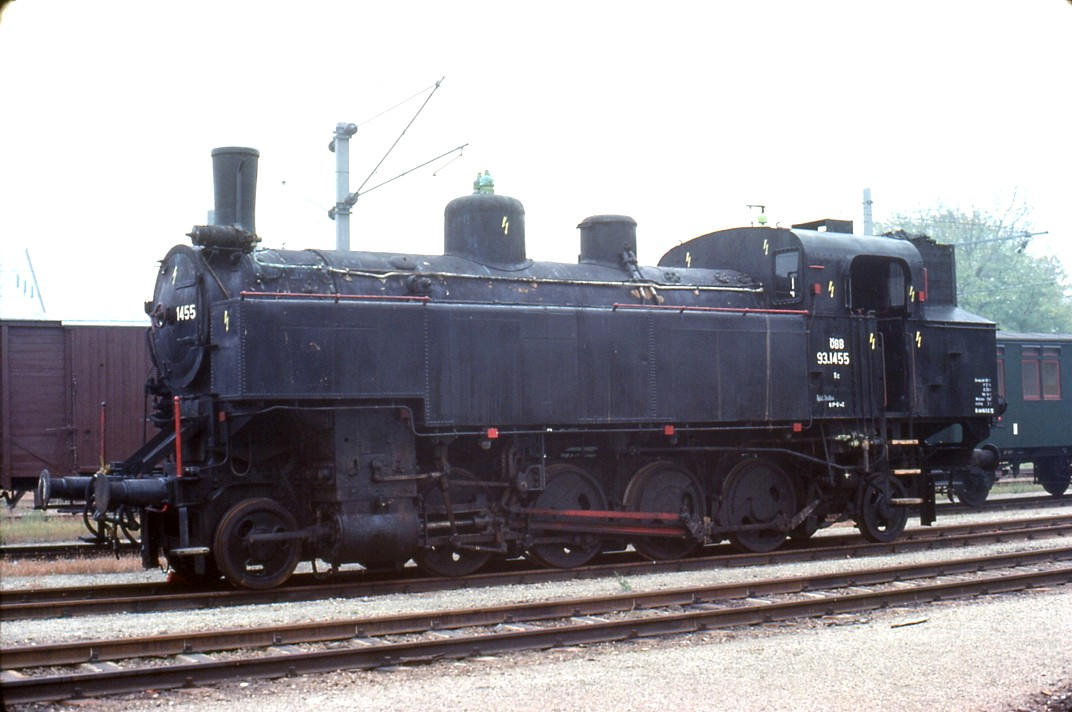
ÖGEG 93.1455 beim Tag der offenen Tür in der Hauptwerkstätte Floridsdorf
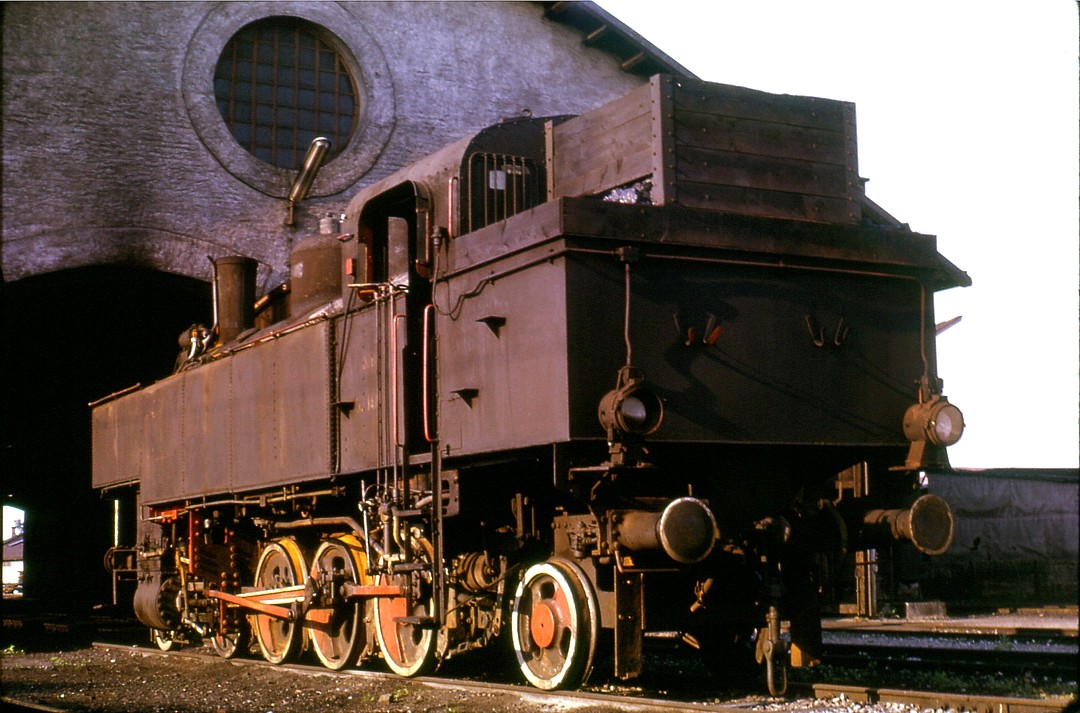
93.14xx im aktiven Dienst (1973)
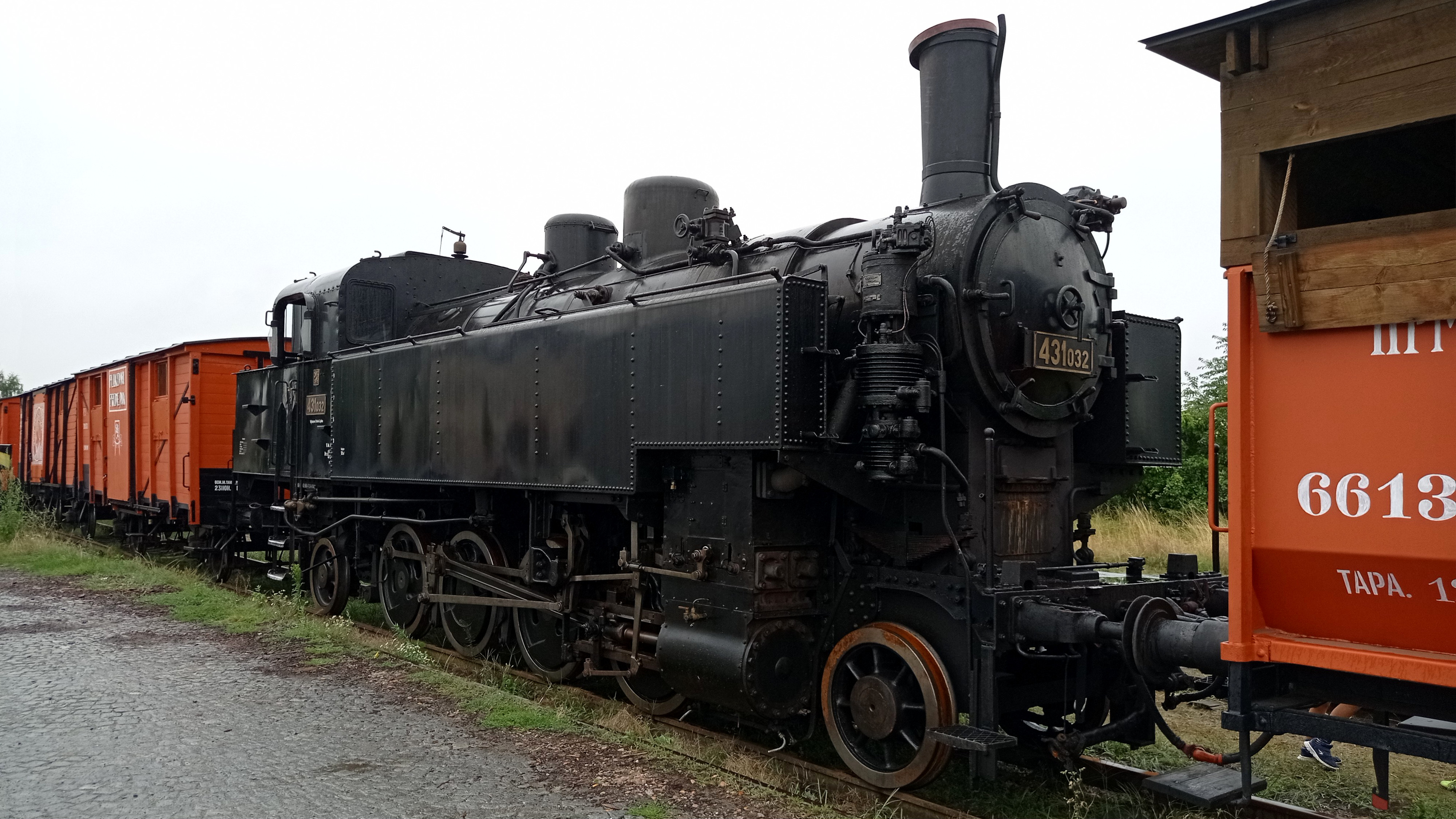
ČSD 431.032 des mobilen Museums Legiovlak im Bahnhof Dobruška
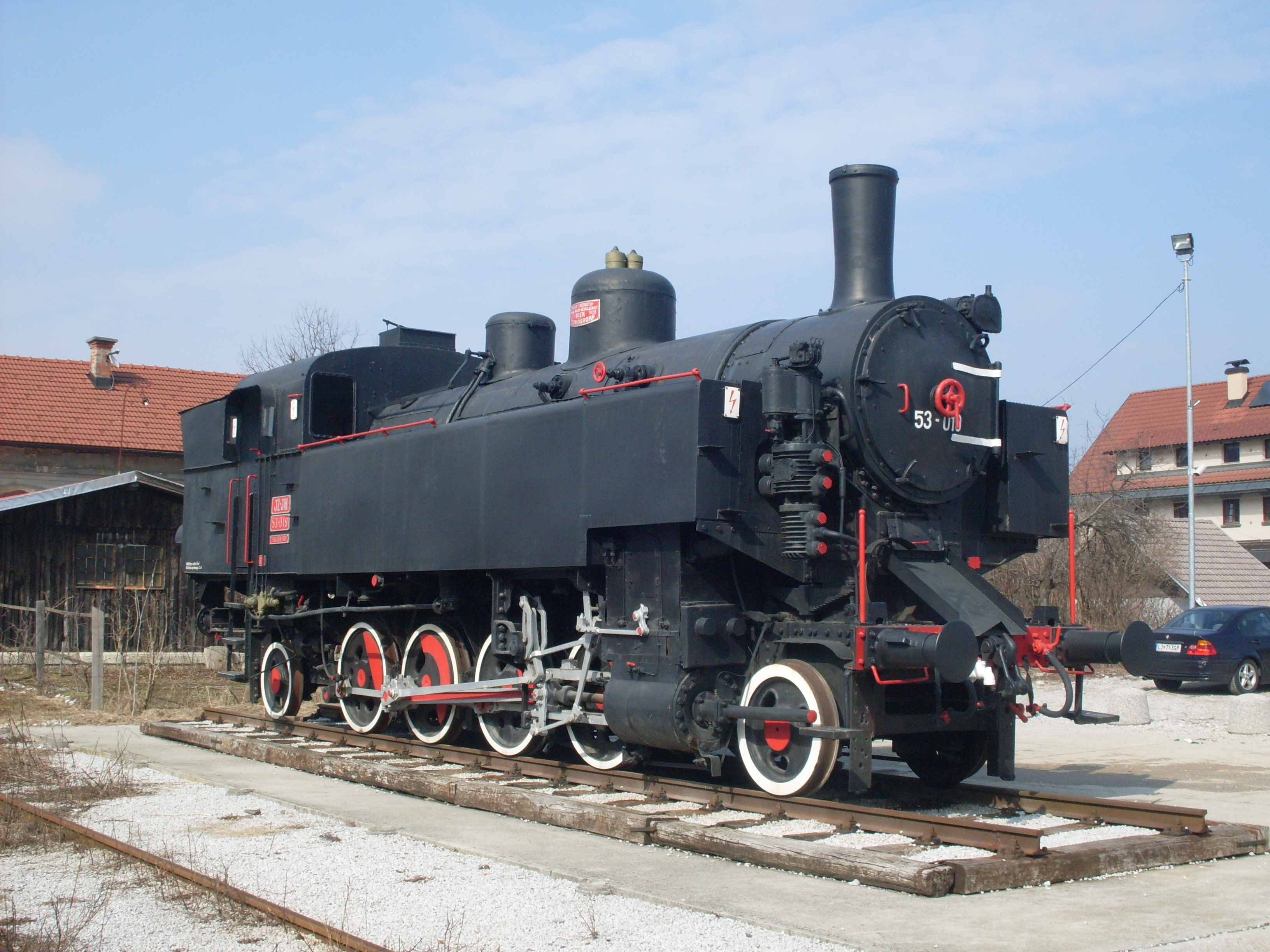
JZ 53-019 (ex BBÖ 378.116) als Denkmal in Naklo